# Централно разузнавателно управление
Централно разузнавателно управление, ЦРУ (на английски: Central Intelligence Agency, CIA), е държавна американска разузнавателна агенция, събираща и обработваща информация за чужди правителства, организации, фирми и граждани.
Основано като организация за сдържане на комунизма през 1947 г. от Хари Труман, като наследник на Бюрото за стратегически операции (на английски: Office of Strategic Services), действало през Втората световна война. Създадено като служба на директно подчинение на президента, въпреки острата опозиция на Държавния департамент, Федералното бюро за разследване и Пентагона.
Организацията се занимава с операции под прикритие и добиване и обработка на разузнавателна информация.
ЦРУ е базирано в Ленгли, окръг Феърфакс, щата Вирджиния, недалеч от столицата Вашингтон.